# Wachenberg bei Weinheim
Wachenberg bei Weinheim este o arie protejată (sit de importanță comunitară — SCI, arie de protecție specială avifaunistică — SPA) din Germania întinsă pe o suprafață de 23,31 ha, integral pe uscat.

## Localizare
Centrul sitului Wachenberg bei Weinheim este situat la coordonatele 49°33′10″N 8°41′28″E / 49.5528°N 8.6911°E.

## Înființare
Situl Wachenberg bei Weinheim a fost declarat arie de protecție specială avifaunistică în martie 2001 pentru a proteja 3 specii de animale. Situl a fost protejat și ca sit de importanță comunitară în martie 2001.

## Biodiversitate
Situată în ecoregiunea continentală, aria protejată nu include niciun habitat protejat.
La baza desemnării sitului se află mai multe specii protejate de  păsări (3): buha (Bubo bubo), presură de munte (Emberiza cia), Falco peregrinus peregrinus.